# Partit Andalusista
El Partit Andalusista (castellà: Partido Andalucista) és un antic partit polític nacionalista d'Andalusia, el més important del nacionalisme andalús.
Fou creat el 1976 quan l'Alianza Socialista de Andalucía, creada el 1971, adopta el nom de Partido Socialista de Andalucía (PSA). Posteriorment, el gener de 1979 en el II Congrés Andalusista, adopta el nom de PSA-Partido Andaluz. El febrer de 1984, adopta el seu nom de Partido Andalucista. Es va dissoldre el 2015.

## Ideologia
El Partit Andalusista es declara ideològicament com una organització política nacionalista, federalista, progressista i d'esquerres. Segons el partit, el seu principal sentiment és la rebel·lia contra la desactivació de l'autonomia andalusa, en contra d'una actitud conformista i desfent la cohesió interna de la identitat i del lideratge històric. Per al Partido Andalucista, declarar-se com una organització política nacionalista és el mateix que admetre com únic objectiu la defensa dels interessos del poble andalús i obtenir la igualtat davant altres pobles d'Espanya. Això vol dir que els andalusistes consideren Andalusia com una nació, condició que ha tingut cabuda fins avui en l'article 2 de la Constitució Espanyola, i que es va conquerir com a cap altre territori de l'Estat, a partir de la ratificació de l'autonomia i l'Estatut en referèndum, i defensa aquest fet polític i jurídic en les institucions i organitzacions on són presents.
Per al PA declarar-se com una organització progressista, referint-se només des d'una opció compromesa amb un desenvolupament socioeconòmic autònom i sostenible d'Andalusia, innovador i amb poder per a generar iniciatives, i d'aquesta forma, superar els desequilibris territorials i socials de dintre i la dependència i desigualtat respecte d'altres pobles, rebutjant l'actual paper que s'assigna a la regió de subministradora de recursos i mà d'obra poc qualificada. El PA es denomina federalista mitjançant un model d'organització política que superi l'estat de les autonomies i que avanci cap a un Estat Federal. Es declara d'esquerres en manifestar i pensar que existeix una prioritat indiscutible per la construcció d'una societat més justa i igualitària, oberta i tolerant, pacífica i solidària, que garanteixi la conservació del patrimoni cultural i natural que identifica a la regió perquè sigui gaudit per la pròximes generacions i un nivell i qualitat de vida que possibiliti la màxima felicitat i benestar al poble andalús.

## Història

### Inicis en la clandestinitat
Fins a 1965 els orígens es remunten al nacionalisme andalús desenvolupat durant el segle xix i segle xx. El 1962 Alejandro Rojas-Marcos va anar mantenint contactes en diversos sectors socials, amb l'objectiu d'impulsar una organització política d'àmbit andalús, forçada a la clandestinitat pel franquisme. En la primavera de 1965, s'establiren els orígens del primer partit andalús de la Història, amb un grup creat entorn de la facultat de Dret de la Universitat de Sevilla, que sense conèixer Blas Infante, va arribar a les mateixes conclusions que ell: identitat andalusa, exigència d'autonomia, no separatisme, posicions d'esquerra moderada, reivindicació d'igualtat amb Catalunya i el País Basc, etc. El grup adoptà el nom de Compromiso Político de Andalucía, es va triar una secretaria col·legiada, integrada per Alejandro Rojas-Marcos, Luis Uruñuela i Guillermo Jiménez. Els documents clandestins es signaven amb les sigles Cp. Es donà suport ideològicament a la democràcia política, el socialisme econòmic i el liberalisme cultural, tot això en l'àmbit d'una Andalusia autònoma, en igualtat amb els altres pobles d'Espanya i mitjançant l'instrument d'una organització política andalusa sobirana, és a dir, no integrada en cap estructura centralista.

Bandera de les Joventuts Andalusistes, organització del jovent del PA

El 1966, es decidí aprofitar l'estructura legal del règim per a exercir la seva acció política. Alejandro Rojas-Marcos es presentà a les eleccions municipals pel terç familiar, i va ser escollit el 13 de novembre, sorprenent la mateixa estructura del Règim, que no havia previst aquesta estratègia de l'oposició, però després d'un reiterat enfrontament obert amb el Règim, acabarien decidint la renúncia a l'escó de regidor, denunciant així la falta de llibertat de la Dictadura, no sense abans haver aprofitat el caràcter públic dels Plens de l'Ajuntament per a denunciar tota mena de problemes locals i nacionals. El mateix va ocórrer un any després al presentar-se a les Corts, el 1968 s'uneixen a la formació de la Taula Democràtica i reclamant el 1970 un estatut propi per a Andalusia. El 1971, la revista El Ruedo Ibérico publica a París el primer manifest d'Aliança Socialista d'Andalusia, en el qual es demanava autonomia per a Andalusia, a través de Ràdio París, el 1974 s'integrà en la Junta Democràtica d'Espanya.

### Transició a la democràcia
El 1976 es pronuncià a Sevilla el primer míting polític que se celebrava a Andalusia des de la Guerra Civil espanyola, i convidà a tota l'oposició democràtica a estar a la tribuna i dir unes paraules, onejant per primera vegada la bandera d'Andalusia en 40 anys. El 4 de desembre de 1977 prop de dos milions d'andalusos es manifestaren en defensa de l'Autonomia a Andalusia. El 1978, la Junta Liberalista que fundà Blas Infante s'integrà a l'organització andalusista, en un acte celebrat en Ronda el 21 de maig. El 1979, van aconseguir cinc Diputats a les Eleccions Generals celebrades al març aconseguint 326.000 vots, sota el nom de Partit Socialista Andalús, i 250.000 vots a les municipals, guanyant ajuntaments com Jerez de la Frontera, Sevilla i Ronda, entre d'altres. El 28 de desembre es produí el bloqueig de l'autonomia andalusa després de pactar UCD i PSOE l'aprovació de la Llei Orgànica de Modalitats de Referèndum, que exigiria a Andalusia majoria absoluta d'electors en cada província, tanmateix es va realitzar el referèndum de l'Estatut Autonòmic d'Andalusia, sent aprovat després de ser aprovat pel poble el 18 de desembre de 1982. Com a curiositat, l'any 1980 va traure 2 escons en les eleccions al Parlament de Catalunya.

### Democràcia
Durant les següents eleccions s'obteniren resultats moderats en eleccions locals i municipals, fins i tot a Barcelona, coneguda com la Novena Província, sota el nom de Partit Andalusista. El 1996 els andalusistes participaren en el Govern Andalús en coalició amb el PSOE. Era la primera vegada que un partit andalús formava part del Govern d'Andalusia escollit democràticament, ocupant les Conselleries de Relacions amb el Parlament i la de Turisme i Esport, a càrrec d'Antonio Ortega i José Nuñez respectivament. El 1999 es presentaren a les Eleccions Europees, amb la Coalició Europea, coalició nacionalista en la qual van concórrer a les Eleccions Europees Coalició Canària, Unió Valenciana, Partit Aragonès, Partit Andalusista. El President de la Coalició és el Secretari General del Partit Andalusista, Antonio Ortega.A les eleccions municipals de juny, el Partit Andalusista obtingué 356.000 vots, 30 ajuntaments i 545 regidors. Va ser el millor resultat de la seva història, que el convertí en la cinquena força política d'Espanya. Durant aquesta època, Pedro Pacheco deixà el partit i fundà el Partit Socialista d'Andalusia.
A l'octubre de 2000 se celebrà el XII Congrés Nacional a Torremolinos. S'hi produí un dels moments crucials del partit dels últims anys. Es presentaren tres corrents: l'oficialista, el de Nou Andalusisme liderat per Julián Álvarez i Antonio Moreno, i el de Majoria pel canvi liderada per la regidora de Sevilla María del Mar Calderón (corrent en el qual participava Pedro Pacheco). En aquest Congrés es produeiren situacions estranyes com per exemple no acceptar el vot secret, tot i les nombroses peticions, per a confirmar l'informe de gestió d'Antonio Ortega, i que a l'hora de votar-se a mà alçada es comprovà que s'havia fet malament i es denegà la possibilitat de repetir la votació.

### Escissions
Durant el Congrés els dos corrents renovadors pretenien arribar a un acord de consens per a presentar un candidat comú i així poder canviar la direcció del partit. No obstant, l'existència de tensions entre membres de Nou Andalusisme i Majoria pel canvi, impedeixen l'acord. Posteriorment es va sospitar que Julián Álvarez tenia un acord secret amb Alejandro Rojas Marcos en el qual es planificava ja tot el que va succeir: ruptura de Nou Andalusisme amb María del Mar Calderón, donant la victòria així de nou a Antonio Ortega que inicià l'expulsió dels membres de Majoria pel canvi. Els resultats van ser els següents: el candidat oficialista Antonio Ortega amb el 59% dels vots, mentre els pachequistes de María del Mar Calderón i el seu corrent Majoria pel canvi van obtenir el 21% dels vots, i els renovadors de Nou Andalucismo liderats per Antonio Moreno i Julián Álvarez el 20%. S'escindí així Pachecho tot creant el Partit Socialista d'Andalusia PSA.
Julián Álvarez perdé les eleccions a Écija i es retirà temporalment de la política, per a tornar posteriorment com a candidat protegit per Rojas Marcos sortint com a secretari general. El 2004, el 4 de desembre se celebrà el XIII Congrés Nacional, a més de la Candidatura del Secretari General Antonio Ortega s'hi presentava una segona candidatura liderada per l'exalcalde d'Écija Julián Álvarez Ortega, que hi va resultar guanyadora, donant així pas a l'inici de la renovació del Partit Andalusista. El nou equip triat per a dirigir el PA arribà des del municipalisme i cap de les persones que l'integraven, excepte Álvarez, ha ocupat mai un càrrec nacional a l'organització. La renovació iniciada provoca la marxa de molts membres històrics del partit: des d'Antonio Ortega fins a Patricio González (que va ser per diversos mandats alcalde d'Algesires).

### Parlament d'Andalusia
| Any  | Líder                                | Vots                      | %                         | Escons   | +/- | Govern            |
| ---- | ------------------------------------ | ------------------------- | ------------------------- | -------- | --- | ----------------- |
| 1982 | Luis Uruñuela                        | 153.709 (5è)              | 5,39%                     | 3 / 109  | Nou | Oposició          |
| 1986 | Luis Uruñuela                        | 196.947 (4t)              | 5,77%                     | 2 / 109  | 1   | Oposició          |
| 1990 | Pedro Pacheco                        | 296.496 (4t)              | 10,75%                    | 10 / 109 | 8   | Oposició          |
| 1994 | Alejandro Rojas-Marcos Pedro Pacheco | Dins Poder Andalús        | Dins Poder Andalús        | 3 / 109  | 7   | Oposició          |
| 1996 | Pedro Pacheco                        | 287.764 (4t)              | 6,66%                     | 4 / 109  | 1   | Coalició          |
| 2000 | Antonio Ortega García                | 300.356 (4t)              | 7,43%                     | 5 / 109  | 1   | Coalició          |
| 2004 | Antonio Ortega García                | 276.674 (4t)              | 6,16%                     | 5 / 109  | =   | Oposició          |
| 2008 | Julián Álvarez Ortega                | Dins Coalició Andalusista | Dins Coalició Andalusista | 0 / 109  | 5   | Extraparlamentari |
| 2012 | Pilar González                       | 96.608 (5è)               | 2,50%                     | 0 / 109  | =   | Extraparlamentari |
| 2015 | Antonio Jesús Ruiz                   | 60.679 (7è)               | 1,53%                     | 0 / 109  | =   | Extraparlamentari |

### Parlament de Catalunya
| Any  | Líder             | Vots        | %     | Escons  | +/- | Govern   |
| ---- | ----------------- | ----------- | ----- | ------- | --- | -------- |
| 1980 | Francisco Hidalgo | 71.841 (#6) | 2,66% | 2 / 135 | Nou | Oposició |

### Congrés de los Diputats
| Any  | Líder                    | Vots                      | % (Andalusia)             | Escons (Andalusia) |
| ---- | ------------------------ | ------------------------- | ------------------------- | ------------------ |
| 1979 | Alejandro Rojas-Marcos   | 325.842                   | 11,07% (#4)               | 5 / 59             |
| 1982 | Alejandro Rojas-Marcos   | 77.068                    | 2,26% (#5)                | 0 / 59             |
| 1986 | Alejandro Rojas-Marcos   | 94.008                    | 2,79% (#5)                | 0 / 60             |
| 1989 | Alejandro Rojas-Marcos   | 212.687                   | 6,23% (#4)                | 2 / 61             |
| 1993 | Salvador Pérez Bueno     | 96.513                    | 2,41% (#4)                | 0 / 61             |
| 1996 | María del Mar Calderón   | 134.800                   | 3,12% (#4)                | 0 / 62             |
| 2000 | José Núñez Castain       | 206.255                   | 5,11% (#4)                | 1 / 62             |
| 2004 | José Antonio González    | 181.868                   | 4,04% (#4)                | 0 / 61             |
| 2008 | José Antonio González    | Dins Coalició Andalusista | Dins Coalició Andalusista | 0 / 61             |
| 2011 | Fernando Álvarez-Ossorio | 76.999                    | 1,77% (#5)                | 0 / 60             |